# Hvozd (Rakovníki járás)
Hvozd település Csehországban, Rakovníki járásban. Hvozd Senec, Příčina, Petrovice, Malinová, Pavlíkov és Panoší Újezd településekkel határos. Lakosainak száma 180 fő (2024. január 1.).

## Népesség
A település lakosságának változását az alábbi diagram mutatja:
| Lakosok száma | 306  | 293  | 310  | 224  | 196  | 148  | 170  | 172  | 167  | 180  |
|               | 1869 | 1890 | 1921 | 1950 | 1980 | 2001 | 2017 | 2019 | 2022 | 2024 |